# Dòng chảy Poiseuille
Dòng chảy Poiseuille là dòng chảy tầng của chất lỏng qua một ống dẫn có dạng hình trụ (hoặc phần không gian giữa 2 hình trụ đồng tâm) hoặc giữa 2 mặt phẳng song song. Dòng chảy Poisseuille cũng được coi là một trong những nghiệm chính xác và đơn giản nhất của phương trình Navier-Stokes.

## Bài toán đặt ra
Xét dòng chảy xuôi theo trục của ống của một chất lỏng không bị nén và là dòng dừng có độ nhớt {\displaystyle \eta } trong ống hình trụ có tiết diện ngang tròn và có chết độ dòng chảy tầng. Giả sử 2 đầu ống hình trụ (có độ dài l) được giữ bởi áp suất p1, p2, bán kính hình trụ là  R, ta xét tiết diện ngang của ống:
Sử dụng hệ tọa độ cực, xét lớp nước chứa trong hình xuyến trụ có bán kính trong là r, bán kính ngoài là r+dr với độ dài là l, lực ma sát nhớt động học tác dụng lên lớp chất lỏng ở mặt trong hình xuyến trụ, theo công thức Newton:
{\displaystyle F1=-\eta {dv \over dr}2\pi rl} (1)
Lực ma sát tác dụng lên lớp chất lỏng ở mặt ngoài hình xuyến trụ:
Khi đó,
{\displaystyle F2=-F1+dF1=\eta {dv \over dr}2\pi rl+\eta 2\pi ld(r{dv \over dr})} (2)
Vì là dòng chảy tầng, chất lỏng trong hình xuyến trụ còn chịu tác dụng của lực sinh ra do chênh lệch áp suất ở 2 đầu ống:
{\displaystyle F3=(p1-p2)d(\pi r^{2})=(p1-p2)2\pi rd(r)} (3)
Vì là dòng dừng, gia tốc của phần chất lỏng hình xuyến trụ trên bằng không, theo tiên đề 2 newton cho động lực học:
{\displaystyle \sum _{i=1}^{3}Fi=0} (4)
Từ (1)(2)(3) và (4):
{\displaystyle \eta 2\pi ld(r{dv \over dr})+(p1-p2)2\pi rdr=0}
Tích phân 2 vế ta được:
{\displaystyle {\displaystyle \int \eta 2\pi ld(r{dv \over dr})+\int (p1-p2)2\pi rdr=const}}
{\displaystyle {\displaystyle 2\eta lr{dv \over dr}+(p1-p2)r^{2}=const}}
Với r=0, ta có const=0
Phương trình trên được viết lại: {\displaystyle {\displaystyle 2\eta l{dv \over dr}+(p1-p2)r=0}}
{\displaystyle -\int dv=\left({\frac {p1-p2}{2\eta l}}\right)\int rdr}
=> Với điều kiện biên khi r=R thì v=0 ta được:
{\displaystyle v(r)={\frac {1}{4\eta }}{\frac {p1-p2}{l}}(R^{2}-r^{2})} (*)
Từ phương trình (*) ta tính lưu lượng toàn phần:
{\displaystyle V(t)=\int _{0}^{R}vd(\pi r^{2})t=\int _{0}^{R}tv2\pi rdr={\frac {\pi }{8\eta }}{\frac {p1-p2}{l}}R^{4}t}
Đây chính là phương trình Poiseuille cho dòng chất lỏng chảy qua một ống tiết diện tròn.

## Định luật Poiseuille
Phương trình (định luật) Poiseuille - cho phép ta xác định lưu lượng chất lỏng khi dòng chảy (của chất lỏng nhớt không bị nén) đã được thiết lập trong ống hình trụ tròn:
{\displaystyle {\displaystyle V(t)={\frac {\pi }{8\eta }}{\frac {p1-p2}{l}}R^{4}t}}